# 오이 지사부로
오이 지사부로(大井 次三郎, 1905년 9월 18일~1977년 2월 22일)는 일본의 식물분류학자이다. 그는 교토제국대학의 과학 학부의 저명한 일원이었으며, 1953년에 출판한 《일본식물지》로 널리 알려져 있다.
학명 명명자 부분의 ‘Ohwi’가 그를 가리킨다.